# 克尔乡
克尔乡，是中华人民共和国四川省凉山彝族自治州木里藏族自治县下辖的一个乡镇级行政单位。

## 行政区划
克尔乡下辖以下地区：
彭古村、阴山村和宣洼村。